# 敦煌 (纪录片)
《敦煌》是中国中央电视台2010年推出的大型高清纪录片，主要介绍了敦煌的历史文化艺术等方面的内容。《敦煌》由敦煌研究院与中视传媒股份有限公司共同出品，但由中视传媒股份有限公司独家投资。
《敦煌》在2010年春节期间首播于中国中央电视台新闻频道，从2010年大年初一（2010年2月14日）至初十（2010年2月23日），在新闻频道每晚21:30首播，并于次日上午9:10重播。
2010年3月19日起本紀錄片再次亮相中国中央电视台，在综合频道晚间22:30播出，每晚播出两集。

## 每集主题
- 第一集：探险者来了
- 第二集：千年的营造
- 第三集：藏经洞之谜
- 第四集：无名的大师
- 第五集：敦煌彩塑
- 第六集：家住敦煌：透過生活再節度使曹元忠時代的寡婦阿龍的土

地糾紛案，重現當代庶民生活。
- 第七集：天涯商旅
- 第八集：舞梦敦煌：透過虛擬的人物舞女 程佛兒和現代真實人物

高金榮，展示盛唐時代的敦煌樂舞，和她們追尋實現夢想的故事。
- 第九集：敦煌的召唤
- 第十集：守望敦煌

## 播出时间

### 中国中央电视台
本节目首播于2010年2月14日至2月23日，在新闻频道每天21:30-22:15播放，每晚一集。
本节目重播于2010年3月19日至3月23日，在综合频道每天22:30至翌日00:12播放，每晚两集。

### 香港無綫電視
香港無綫電視購入了本節目，並由2010年2月21日起，逢星期日晚上10:30於翡翠台及高清翡翠台播映，及於tvb.com提供節目重溫。TVB版本為自製與外購混合式，由林保怡主持。

### 海外地區
该片已由美国国家地理频道亚太地区购买，将于2010年4月登陆台湾。据该片发行方中国国际电视总公司透露，日本、泰国电视台也购买了《敦煌》。

## 电视节目的变迁
| 中央电视台新聞頻道 21:30至22:15 | 中央电视台新聞頻道 21:30至22:15 | 中央电视台新聞頻道 21:30至22:15 |
| ------------------------------- | ------------------------------- | ------------------------------- |
|                                 | 敦煌 （2010.2.14 - 2010.2.23）  |                                 |
| 新闻联播（重播）                | 国际时讯                        |                                 |

| 中央电视台綜合頻道 22:29至23:17，23:22至00:12 | 中央电视台綜合頻道 22:29至23:17，23:22至00:12 | 中央电视台綜合頻道 22:29至23:17，23:22至00:12 |
| --------------------------------------------- | --------------------------------------------- | --------------------------------------------- |
|                                               | 敦煌 （2010.3.19 - 2010.3.23）                |                                               |
| 收视导航                                      | 收视导航                                      |                                               |